# هولفلد
هولفلد (بالألمانية: Hollfeld) هي بلدة ألمانية تقع في ألمانيا في بافاريا.